# Ибака, Серж
Серж Йонас Ибака Нгобила (фр. Serge Jonas Hugo Ibaka Ngobila; род. 18 сентября 1989 года в Браззавиле, Республика Конго) — испанский баскетболист конголезского происхождения, играющий на позиции тяжёлого форварда. Ибака был выбран на драфте НБА 2008 года командой «Сиэтл Суперсоникс» (в настоящее время «Тандер») под общим 24-м номером. Является любимцем фанатов из-за невероятных слэм-данков и блок-шотов, благодаря чему имеет общепризнанное прозвище «Iblocka», реже «Doctor Nasty» и «Chewblocka». Партнёры по команде называют его Air Congo. Лидирует среди всех действующих игроков НБА по блок-шотам за карьеру.
Имеет двойное гражданство — Республики Конго и Испании.

## Биография
Ибака родился в Браззавиле, Республика Конго, в большой семье из 18 братьев и сестёр. Его мать и отец были баскетболистами. Отец играл в одной из команд Республики Конго и за Конголезскую национальную команду, а мать за Демократическую Республику Конго. Он опробовал себя в баскетболе, будучи очень юным, со своим первым клубом Avenir-du-Rail. В 16 лет был отдан в аренду «Интеру» из Браззавиля.
В 2006 году вступил в CB l'Hospitalet, также являлся частью молодёжной сборной, которая выиграла юниорский чемпионат в Каталонии. Из-за бюрократических проблем он не смог играть в испанском чемпионате, но возможно был бы отдан в аренду «Ховентуту» и играл бы за него в испанской подлиге «до 20-ти лет», образованной от АСВ лиги и Испанской федерации баскетбола. В следующем сезоне он подписал контракт с командой второго испанского дивизиона «Hospitalet», базирующейся в городе Леб Оро, и поскольку это было сделано в 18 лет, стал самым молодым игроком в истории лиги. В своём первом матче против «Аликанте» он набрал 10 очков и сделал 12 подборов, тем самым показав свой потенциал. Закончив сезон с показателями в 11,8 очков, 8,3 подбора и 3,1 блок-шота за игру, был признан лучшим блокирующим лиги, также вошёл в тройку лучших на подборе и закончил гонку за MVP на 8-м месте рейтинга. Благодаря успешному сезону привлёк внимание скаутов НБА. Также в 2008 году принял участие в Reebok Eurocamp, проходящем в городе Тревизо (Италия), в первой игре отличился 18 очками и 5 подборами, во второй 12 очками, 8 подборами и 2 блок-шотами. Был назван MVP конкурса.

## Профессиональная карьера
Серж был выбран в первом раунде драфта 2008 года командой «Сиэтл Суперсоникс», став первым задрафтованным игроком из Республики Конго. После этого «Оклахома-Сити Тандер» (команда, которая унаследовала место «Соникс» в НБА) принимает решение отпустить Ибаку в Европу на несколько лет, тем самым даруя возможность вернуться обратно после каждого сезона. Заключив 3-летний контракт с «Манресой», командой испанской АСВ лиги, он проводит достаточно хороший для себя сезон, где его статистика за матч составляет 7,1 очков, 4,5 подборов и 1 блок за 16 минут.
В июле 2009 года «Оклахома-Сити» платит выкуп испанскому клубу и подписывает 2-х годичный контракт с игроком. Ибаке, который не говорил по-английски, помогал товарищ по команде Мозес Эхамбе, выступавший в роли переводчика. После года обучения английскому, Ибака говорит на четырёх языках: лингала (родной язык), французский, испанский, английский. Несмотря на немалый талант игры в защите и достаточно энергичную игру в краске, он остаётся ролевым в команде, но при этом за 18,1 минут за матч набирал в среднем 6,3 очка, делал 5,4 подбора и 1,3 блока за игру. В сезоне 2009/2010 он являлся лучшим среди новичков по блок-шотам, а во всей ассоциации занимал 20-е место. В первом раунде плей-офф против «Лос-Анджелес Лейкерс» он набирал в среднем за 25,5 минуты он набирал 7,8 очков, 6,5 подборов и 2 блоков в каждой игре. Его 7 блоков во второй игре против «Лейкерс» стали рекордом (Серж Ибака стал самым молодым игроком, кому удалось сделать столько блок-шотов в игре плей-офф).
19 февраля 2011 года принял участие в Slam Dunk Contest НБА 2011 года. Начал своё выступление с данка от линии штрафных бросков. 23 апреля 2011 года провел одну из лучших игр в плей-офф против «Денвер Наггетс». Ибака забил 22 очка, сделал 16 подборов и 4 блок-шота.
В период локаута в НБА 2011 года подписал контракт на два месяца с мадридским «Реалом», в котором была предусмотрена возможность возвращения в НБА после окончания локаута.
В первой половине неполного сезона 2011/12 Тандер стали одними из лидеров регулярного чемпионата. В этот период Ибака становится игроком стартовой пятёрки, существенно улучшив свои показатели в защите, — результатом чего стал первый трипл-дабл в карьере баскетболиста (14 очков, 15 подборов и 11 блок-шотов) в матче против тех же «Денвер Наггетс».

### Орландо Мэджик (2016—2017)
23 июня 2016 года Ибака был обменян в «Орландо Мэджик» на Виктора Оладипо, Эрсана Ильясова и права на 11 номер драфта НБА 2016 года Домантаса Сабониса. 14 ноября 2016 Ибака обновил личный рекорд результативности (31 очко, а также 9 подборов и 4 блок-шота) и забил победный бросок в игре с «Оклахома-Сити» (119:117).

### Торонто Рэпторс (2017—2020)
14 февраля 2017 года «Орландо» и «Торонто» договорились об обмене: Серж Ибака перешёл в «Рэпторс», а «Мэджик» получил атакующего защитника Терренса Росса и выбор в первом раунде драфта-2017.
В сезоне 2018/2019 Ибака стал чемпион НБА в составе «Торонто Рэпторс».

### Лос-Анджелес Клипперс (2020—2022)
25 ноября 2020 года Ибака подписал контракт с «Лос-Анджелес Клипперс».

### Милуоки Бакс (2022—2023)
10 февраля 2022 года Ибака был обменян в «Милуоки Бакс» в рамках обмена из четырёх команд, в результате которого Родни Худ и Шеми Оджелей перешли в «Лос-Анджелес Клипперс». 19 июля 2022 года «Милуоки Бакс» повторно подписали с Ибакой однолетний контракт. 9 февраля 2023 года Ибака был обменян в «Индиана Пэйсерс» в рамках сделки с участием «Бруклин Нетс» и «Милуоки Бакс», а затем в тот же день был отчислен.

### Бавария (2023—2024)
16 сентября 2023 года Ибака официально подписал контракт с «Баварией», выступающей в немецкой баскетбольной Бундеслиге и Евролиге. 15 июля 2024 года Ибака покинул клуб.

## Карьера в национальной сборной
15 июля 2011 года Серж Ибака получил испанское гражданство и принял участие в чемпионате Европы 2011 в Литве, который в итоге сборная Испании выиграла. Сам же Ибака в большинстве матчей выходил на замену, что, впрочем, не помешало ему в финальной встрече против сборной Франции сделать рекордные для финалов чемпионата Европы 5 блок-шотов.

## Статистика

### Статистика в НБА
| Сезон                                                                                    | Команда       | Регулярный сезон | Регулярный сезон | Регулярный сезон | Регулярный сезон | Регулярный сезон | Регулярный сезон | Регулярный сезон | Регулярный сезон | Регулярный сезон | Регулярный сезон | Регулярный сезон | Серия плей-офф | Серия плей-офф | Серия плей-офф | Серия плей-офф | Серия плей-офф | Серия плей-офф | Серия плей-офф | Серия плей-офф | Серия плей-офф | Серия плей-офф | Серия плей-офф |
| Сезон                                                                                    | Команда       | GP               | GS               | MPG              | FG%              | 3P%              | FT%              | RPG              | APG              | SPG              | BPG              | PPG              | GP             | GS             | MPG            | FG%            | 3P%            | FT%            | RPG            | APG            | SPG            | BPG            | PPG            |
| ---------------------------------------------------------------------------------------- | ------------- | ---------------- | ---------------- | ---------------- | ---------------- | ---------------- | ---------------- | ---------------- | ---------------- | ---------------- | ---------------- | ---------------- | -------------- | -------------- | -------------- | -------------- | -------------- | -------------- | -------------- | -------------- | -------------- | -------------- | -------------- |
| 2009/10                                                                                  | Оклахома-Сити | 73               | 0                | 18,1             | 54,3             | 50,0             | 63,0             | 5,4              | 0,1              | 0,3              | 1,3              | 6,3              | 6              | 0              | 25,4           | 57,1           | -              | 70,0           | 6,5            | 0,3            | 0,3            | 2,0            | 7,8            |
| 2010/11                                                                                  | Оклахома-Сити | 82               | 44               | 27,0             | 54,3             | 0,0              | 75,0             | 7,6              | 0,3              | 0,4              | 2,4              | 9,9              | 17             | 17             | 28,8           | 46,2           | 0,0            | 82,5           | 7,3            | 0,2            | 0,2            | 3,1            | 9,8            |
| 2011/12                                                                                  | Оклахома-Сити | 66               | 66               | 27,2             | 53,5             | 33,3             | 66,1             | 7,5              | 0,4              | 0,5              | 3,7              | 9,1              | 20             | 20             | 28,5           | 52,8           | 25,0           | 72,2           | 5,8            | 0,6            | 0,6            | 3,0            | 9,8            |
| 2012/13                                                                                  | Оклахома-Сити | 80               | 80               | 31,1             | 57,3             | 35,1             | 74,9             | 7,7              | 0,5              | 0,4              | 3,0              | 13,2             | 11             | 11             | 33,3           | 43,7           | 44,4           | 79,2           | 8,4            | 0,7            | 0,0            | 3,0            | 12,8           |
| 2013/14                                                                                  | Оклахома-Сити | 81               | 81               | 32,9             | 53,6             | 38,3             | 78,4             | 8,8              | 1,0              | 0,5              | 2,7              | 15,1             | 17             | 17             | 34,2           | 59,2           | 38,5           | 76,5           | 6,8            | 0,7            | 0,6            | 2,5            | 12,1           |
| 2014/15                                                                                  | Оклахома-Сити | 64               | 64               | 33,1             | 47,6             | 37,6             | 83,6             | 7,8              | 0,9              | 0,5              | 2,4              | 14,3             | Не участвовал  | Не участвовал  | Не участвовал  | Не участвовал  | Не участвовал  | Не участвовал  | Не участвовал  | Не участвовал  | Не участвовал  | Не участвовал  | Не участвовал  |
| 2015/16                                                                                  | Оклахома-Сити | 78               | 78               | 32,1             | 47,9             | 32,6             | 75,2             | 6,8              | 0,8              | 0,5              | 1,9              | 12,6             | 18             | 18             | 33,5           | 52,1           | 44,9           | 75,0           | 6,3            | 0,6            | 0,8            | 1,3            | 12,0           |
| 2016/17                                                                                  | Орландо       | 56               | 56               | 30,5             | 48,8             | 38,8             | 84,6             | 6,8              | 1,1              | 0,6              | 1,6              | 15,1             | Не участвовал  | Не участвовал  | Не участвовал  | Не участвовал  | Не участвовал  | Не участвовал  | Не участвовал  | Не участвовал  | Не участвовал  | Не участвовал  | Не участвовал  |
| 2016/17                                                                                  | Торонто       | 23               | 23               | 31,0             | 45,9             | 39,8             | 88,2             | 6,8              | 0,7              | 0,3              | 1,4              | 14,2             | 10             | 10             | 30,7           | 46,2           | 31,6           | 84,6           | 6,5            | 1,4            | 0,4            | 1,7            | 14,3           |
| 2017/18                                                                                  | Торонто       | 76               | 76               | 27,5             | 48,3             | 36,0             | 79,7             | 6,3              | 0,8              | 0,4              | 1,3              | 12,6             | 10             | 9              | 26,0           | 41,7           | 37,5           | 81,8           | 5,9            | 1,1            | 0,1            | 1,3            | 8,7            |
| 2018/19                                                                                  | Торонто       | 74               | 51               | 27,2             | 52,9             | 29,0             | 76,3             | 8,1              | 1,3              | 0,4              | 1,4              | 15,0             | 24             | 0              | 20,8           | 47,7           | 23,7           | 76,2           | 6,0            | 0,9            | 0,5            | 1,0            | 9,4            |
| 2019/20                                                                                  | Торонто       | 55               | 27               | 27,0             | 51,2             | 38,5             | 71,8             | 8,2              | 1,4              | 0,5              | 0,8              | 15,4             | 11             | 0              | 22,9           | 57,3           | 51,1           | 100,0          | 7,7            | 1,2            | 0,2            | 1,3            | 14,8           |
| 2020/21                                                                                  | Клипперс      | 41               | 39               | 23,3             | 51,0             | 33,9             | 81,1             | 6,7              | 1,8              | 0,2              | 1,1              | 11,1             | 2              | 0              | 9,2            | 50,0           | 0,0            | 100,0          | 2,0            | 1,0            | 0,5            | 1,5            | 5,0            |
| 2021/22                                                                                  | Клипперс      | 35               | 10               | 15,4             | 49,0             | 38,7             | 69,0             | 4,3              | 1,0              | 0,2              | 0,7              | 6,6              | Не участвовал  | Не участвовал  | Не участвовал  | Не участвовал  | Не участвовал  | Не участвовал  | Не участвовал  | Не участвовал  | Не участвовал  | Не участвовал  | Не участвовал  |
| 2021/22                                                                                  | Милуоки       | 19               | 2                | 17,9             | 51,9             | 35,1             | 80,0             | 5,3              | 0,7              | 0,2              | 0,4              | 7,0              | 6              | 0              | 3,7            | 25,0           | 0,0            | 50,0           | 1,7            | 0,0            | 0,0            | 0,0            | 1,5            |
| 2022/23                                                                                  | Милуоки       | 16               | 0                | 11,6             | 48,1             | 33,3             | 61,5             | 2,8              | 0,3              | 0,1              | 0,4              | 4,1              | Не участвовал  | Не участвовал  | Не участвовал  | Не участвовал  | Не участвовал  | Не участвовал  | Не участвовал  | Не участвовал  | Не участвовал  | Не участвовал  | Не участвовал  |
|                                                                                          | Всего         | 919              | 697              | 27,3             | 51,3             | 35,9             | 75,7             | 7,1              | 0,8              | 0,4              | 1,9              | 12,0             | 152            | 102            | 27,1           | 49,9           | 38,2           | 78,9           | 6,3            | 0,7            | 0,4            | 1,9            | 10,6           |
| Наведите курсор мыши на аббревиатуры в заголовке таблицы, чтобы прочесть их расшифровку. |               |                  |                  |                  |                  |                  |                  |                  |                  |                  |                  |                  |                |                |                |                |                |                |                |                |                |                |                |

### Статистика в других лигах
| Сезон | Команда              | Лига                 | GP  | GS | MPG  | FG%  | 3P%  | FT%   | RPG | APG | SPG | BPG | PFL | TOV | PPG  |
| --- | -------------------- | -------------------- | --- | -- | ---- | ---- | ---- | ----- | --- | --- | --- | --- | --- | --- | ---- |
| 2008/09 | Манреса              | Чемпионат Испании    | 31  | 7  | 16,1 | 55,0 | 25,0 | 72,1  | 4,5 | 0,2 | 0,3 | 0,3 | 1,6 | 0,9 | 7,1  |
| 2011/12 | Все клубы            | Все лиги             | 12  | 2  | 14,8 | 57,7 | 0,0  | 86,7  | 4,3 | 0,0 | 0,6 | 2,0 | 1,8 | 0,8 | 6,1  |
| 2011/12 | Реал Мадрид          | Евролига             | 6   | 0  | 14,9 | 57,1 | -    | 81,8  | 4,7 | 0,0 | 0,5 | 2,0 | 2,2 | 0,7 | 5,5  |
| 2011/12 | Реал Мадрид          | Чемпионат Испании    | 6   | 2  | 14,6 | 58,1 | 0,0  | 100,0 | 4,0 | 0,0 | 0,7 | 2,0 | 1,5 | 1,0 | 6,7  |
| 2023/24 | Все клубы            | Все лиги             | 63  | 58 | 22,8 | 58,3 | 38,2 | 68,1  | 6,3 | 1,5 | 0,4 | 1,2 | 2,3 | 1,7 | 11,5 |
| 2023/24 | Бавария              | Чемпионат Германии   | 31  | 29 | 21,2 | 56,7 | 28,3 | 67,1  | 5,7 | 1,7 | 0,4 | 1,2 | 1,8 | 1,8 | 10,5 |
| 2023/24 | Бавария              | Евролига             | 28  | 26 | 24,7 | 59,8 | 48,0 | 66,7  | 6,8 | 1,2 | 0,5 | 1,3 | 2,9 | 1,6 | 12,6 |
| 2023/24 | Бавария              | Кубок Германии       | 4   | 3  | 22,7 | 58,1 | 33,3 | 81,8  | 7,5 | 2,5 | 0,0 | 1,5 | 1,8 | 2,0 | 11,8 |
| Всего | Всего                | Всего                | 106 | 67 | 19,9 | 57,5 | 37,4 | 70,5  | 5,6 | 1,0 | 0,4 | 1,0 | 2,1 | 1,4 | 9,6  |
| В Евролиге | В Евролиге           | В Евролиге           | 34  | 26 | 23,0 | 59,6 | 48,0 | 69,5  | 6,4 | 1,0 | 0,5 | 1,4 | 2,8 | 1,4 | 11,4 |
| В чемпионате Испании | В чемпионате Испании | В чемпионате Испании | 37  | 9  | 15,8 | 55,4 | 20,0 | 74,5  | 4,4 | 0,2 | 0,4 | 0,6 | 1,6 | 0,9 | 7,0  |
| Наведите курсор мыши на аббревиатуры в заголовке таблицы, чтобы прочесть их расшифровку Статистика приведена с сайта basketball.realgm.com |                      |                      |     |    |      |      |      |       |     |     |     |     |     |     |      |